# 塩州駅
塩州駅（ヨムジュえき）は朝鮮民主主義人民共和国平安北道塩州郡塩州邑に位置する朝鮮民主主義人民共和国鉄道省の駅である。

## 乗り入れ路線
平義線と白馬線の駅である。白馬線の起点駅となっており、平義線と白馬線の分岐駅である。

## 歴史
1908年4月1日の京義線全通時に塩州駅（えんしゅうえき　旧仮名遣：えんしうえき）として開業した。1911年（明治44年）11月1日に鴨緑江橋梁が完成した後は満洲に向かう国際列車の停車駅となり、現在でも平壌〜北京・モスクワ間の国際列車の停車駅である。
開業当時、塩州駅〜南新義州駅間は現在の白馬線のルートが京義線で、現在の平義線のルートは多獅島鉄道という路線であった。第二次世界大戦後、朝鮮労働党によって多獅島鉄道は国有化され楊市線となったが、朝鮮戦争後に旧楊市線ルートが平義線の本線となり、従来の本線は白馬線という支線に格下げされた。

## 隣の駅
朝鮮民主主義人民共和国鉄道省
平義線
東林駅 - 塩州駅 - 内中駅
白馬線
塩州駅 - 良策駅